# 龙师草
龙师草（学名：Heleocharis tetraquetra）是莎草科荸荠属的植物。分布于台湾岛、日本以及中国大陆的广西、安徽、江西、河南、江苏、湖南、福建、浙江等地，生长于海拔600米至1,860米的地区，多生长在水塘边和沟旁，目前尚未由人工引种栽培。